# P.V. Sindhu
Pusarla Venkata Sindhu, född den 5 juli 1995 i Hyderabad, är en indisk badmintonspelare.

## Karriär
P. V. Sindhu tog OS-silver i damsingel i samband med de olympiska badmintonturneringarna 2016 i Rio de Janeiro. Vid olympiska sommarspelen 2020 i Tokyo tog Sindhu brons i damsingeln efter att ha besegrat kinesiska He Bingjiao i bronsmatchen.